# Deutero-Izajasz
Deutero-Izajasz – od końca XVIII w. umowne określenie anonimowego, nietożsamego z Izajaszem autora rozdziałów 40–55 biblijnej Księgi Izajasza.
Tło rozdziałów 40–55 jest zupełnie odmienne od tła rozdziałów 1–39 Księgi Izajasza, albowiem jest późniejsze od tych ostatnich o około 150 lat. Rozdziały te dotyczą ostatnich lat niewoli babilońskiej i ukazują atmosferę uprowadzonego ludu Izraela, a Autor-prorok informuje o zbliżającym się wyzwoleniu, podkreślając przy tym, że głównym wrogiem Izraelitów nie jest już Asyria, a Babilonia. Deutero-Izajasz wspomina również o Cyrusie II, którym posłuży się Jahwe w celu pogromu Babilonii (Iz 44,28; 45,1). Zdaniem biblistów wprawdzie możliwe jest, że Proto-Izajasz (Izajasz „właściwy”, w odróżnieniu od Deutero- oraz Trito-Izajasza) mógł głosić proroctwa dotyczące przyszłej niewoli babilońskiej i wyswobodzenia Żydów z niej, ale mało prawdopodobne jest, by napisał on w szczegółowej wizji przyszłości aż tyle rozdziałów Księgi. Próba pocieszenia narodu żydowskiego, zawarta w Iz 40,1n, nie miałaby większego sensu, bowiem naród żydowski podczas życia Proto-Izajasza był niepodległy i nic nie wskazywało na utratę niepodległości, tak więc wersety 1-2 rozdziału 40 spełniałyby odwrotną funkcję niż założona przez proroka, byłyby bowiem nie pocieszeniem, a groźbą.
Te fakty wskazują, iż autorem rozdziałów 40–55 Księgi Izajasza był żyjący w niewoli anonimowy prorok (niewykluczone, iż miał na imię Izajasz), który pochodził z kręgu uczniów szkoły Proto-Izajasza (Iz 8,16n) i kontynuował jego idee, żywe w narodzie izraelskim po jego śmierci. Anonimowość ta wynikała ze względów bezpieczeństwa, między innymi ze względu na niepochlebne Babilonii treści (m.in. Iz 47 – satyra na Babilon) oraz okazywanie sympatii do jej wrogów.